# Hunter Pence
Hunter Andrew Pence (Fort Worth, Texas, 13 de abril de 1983) es un exjugador de béisbol que formó parte de varios equipos en las Grandes Ligas, viviendo su mejor momento en los Gigantes de San Francisco. También militó para los Houston Astros y Philadelphia Phillies. A lo largo de su carrera en el Jardín derecho Pence dejó registro de 1786 hits y 242 jonrones.

## Primeros años
Pence asistió a Arlington High School en Arlington (Texas). Después de jugar de jardinero sus primeros tres años, se trasladó al campo corto en su último año. De ahí pasó a Texarkana (Texas) donde por un año fue bateador designado. Luego pasó a la Universidad de Texas en Arlington donde volvió al jardín. Bateo .347 en su segundo año que fue en el 2003 y fue nombrado primer equipo All-Conference como jardinero. A pesar de perderse 15 de 30 juegos de la Southland Conference al año siguiente debido a una lesión a mitad de temporada fue nombrado el jugador de la Southland Conference en el 2004, liderando la liga con un promedio de bateo de .395. Pence todavía lleva a cabo el récord de conferencia en dobles en una sola serie, con 5.

## Ligas Menores
Pence fue seleccionado por los Cerveceros de Milwaukee en la ronda 40 del Draft 2002 de las Grandes Ligas, pero no se inscribió. En el draft del 2004 de las Grandes Ligas fue reclutado en la segunda ronda (elección 64) por los Houston Astros de la Universidad de Texas en Arlington. Jugó la temporada 2004 con los ValleyCats Tri-City, Un equipo de ligas menores con sede en Troy, Nueva York. Durante ese año, Pence, junto con los actuales jugadores de Ben Zobrist y de Drew Sutton ayudó a los gatos a una victoria de la temporada con 50, la mayor cantidad en la historia ValleyCats. Ese año, los gatos derrotaron a los Ciclones de Brooklyn en la primera ronda, pero perdieron frente a los Scrappers de Mahoning Valley en el campeonato.
En 2006, con la AA Corpus Christi Hooks, Pence bateó para .283 y conectó 28 jonrones con 95 carreras impulsadas. Tuvo 17 bases robadas, mientras que fue atrapado robando solo 4 veces. En 2006, él era uno de los tres jardineros con nombre para la revista Baseball America Minor League All-Star Team. En total en las ligas menores tuvo en 1270 turnos en el bate tuvo 386 hits,233 carreras, 706 total de bases avanzadas (14 triples, y 82 dobles),70 jonrones y 31 bases robadas con 14 catch stolen.

## Grandes Ligas

### Houston Astros

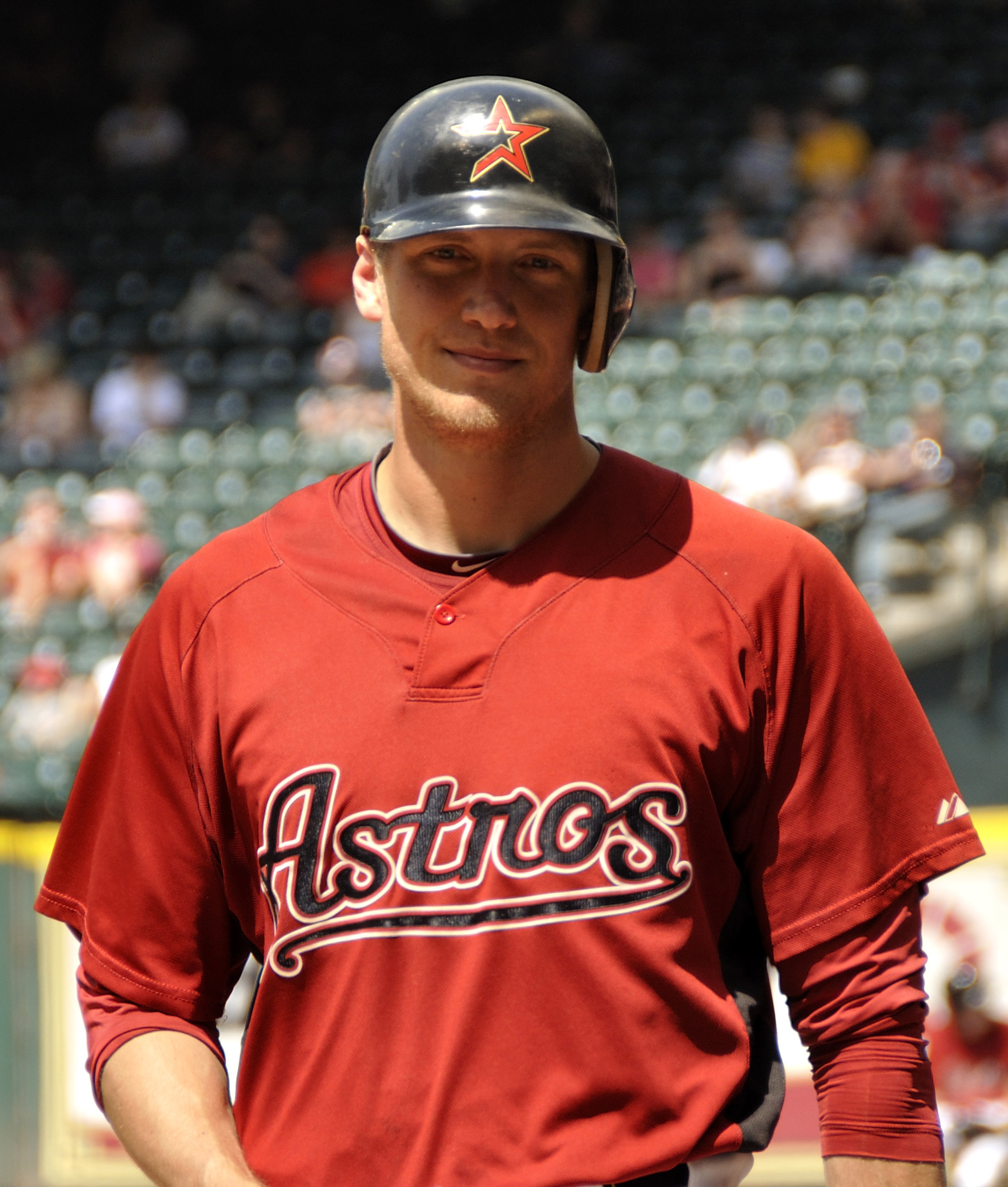
Pence con los Houston Astros

Pence hizo su debut en Grandes Ligas con los Houston Astros jardinero central el 28 de abril de 2007, frente a los Cerveceros de Milwaukee y consiguió su primer éxito en las Grandes Ligas y anotó su primera carrera. El primer jonrón de Pence fue en las Grandes Ligas fue un grand slam, en contra de los Cardenales de San Luis el 5 de mayo. Pence conectó un dramático walk-off home run contra José Mesade los Filis de Filadelfia en la parte baja de la entrada 13 en el Minute Maid Park el 3 de julio en la victoria por 5-4. "Fue en un solo lanzamiento" dijo Mesa después del juego. El 23 de julio, el gerente general Tim Púrpura anunció Pence que saldría con una fractura de hueso pequeño astillado en la muñeca derecha. El 21 de agosto, Pence fue activado a la lista de lesionados. En ese momento, a pesar de haberse perdido un mes fue cuarto entre los novatos de la Liga Nacional en turnos al bate.
Pence condujo NL novatos en triples (9), y fue segundo a Ryan Braun en promedio de bateo (.322), porcentaje en base (.360), slugging (.539) y OPS (.899).
Pence fue una selección unánime para el premio Topps Novato de la Major League All-Star Team. La selección fue el resultado de la votación Topps 49a anual de los directivos de las Grandes Ligas. Pence (15 puntos) quedó en tercer lugar, y perdió ante Braun (128 puntos) en la votación para el Novato 2007 NL Sporting News del Año Premio por 488 jugadores de Grandes Ligas y gerentes 30. Él también perdió frente a Braun en la competencia por el 2007 Baseball America Novato del Año, en la votación para la elección NL 2007 jugadores más destacados el novato de sus compañeros de juego de Grandes Ligas, y en el Baseball Prospectus 2007 Internet novato Baseball NL de la concesión del año, con 16 votos de primer lugar, frente a 666 votos de Braun. En su segunda temporada, Pence establece nuevos registros personales en una sola temporada, en jonrones (25), carreras impulsadas (83), dobles (25), hits (160), y al bate (595). Sin embargo, su promedio de bateo bajó a .269, su porcentaje en base cayó a .318, y su porcentaje de slugging también cayó a .466. Pence lideró la liga en el jardín con 16, cometió un error, y tuvo un porcentaje de fildeo de .997 de.
En su tercera temporada, Pence fue nombrado a un All-Star por primera vez.
En su cuarta temporada, Pence fue duradera una vez más. Bateó para .282 con 25 jonrones, remolcó 91 carreras impulsadas y jugó 156 partidos. Después de la temporada 2010 fue considerada la piedra angular de los Astros. Pence en el 2011 fue nombrado All-Star como reserva, marcando la segunda vez que ha hecho el equipo All-Star. Fue llevado en el medio del juego, tiró el dominicano José Bautista y se dirigió hacia los jardines, y anotó la carrera quinta de la Liga Nacional en el partido. En la receso del Juego de Estrellas, estaba bateando para .321 Pence, con 10 jonrones 59 carreras impulsadas.

### Philadelphia Phillies

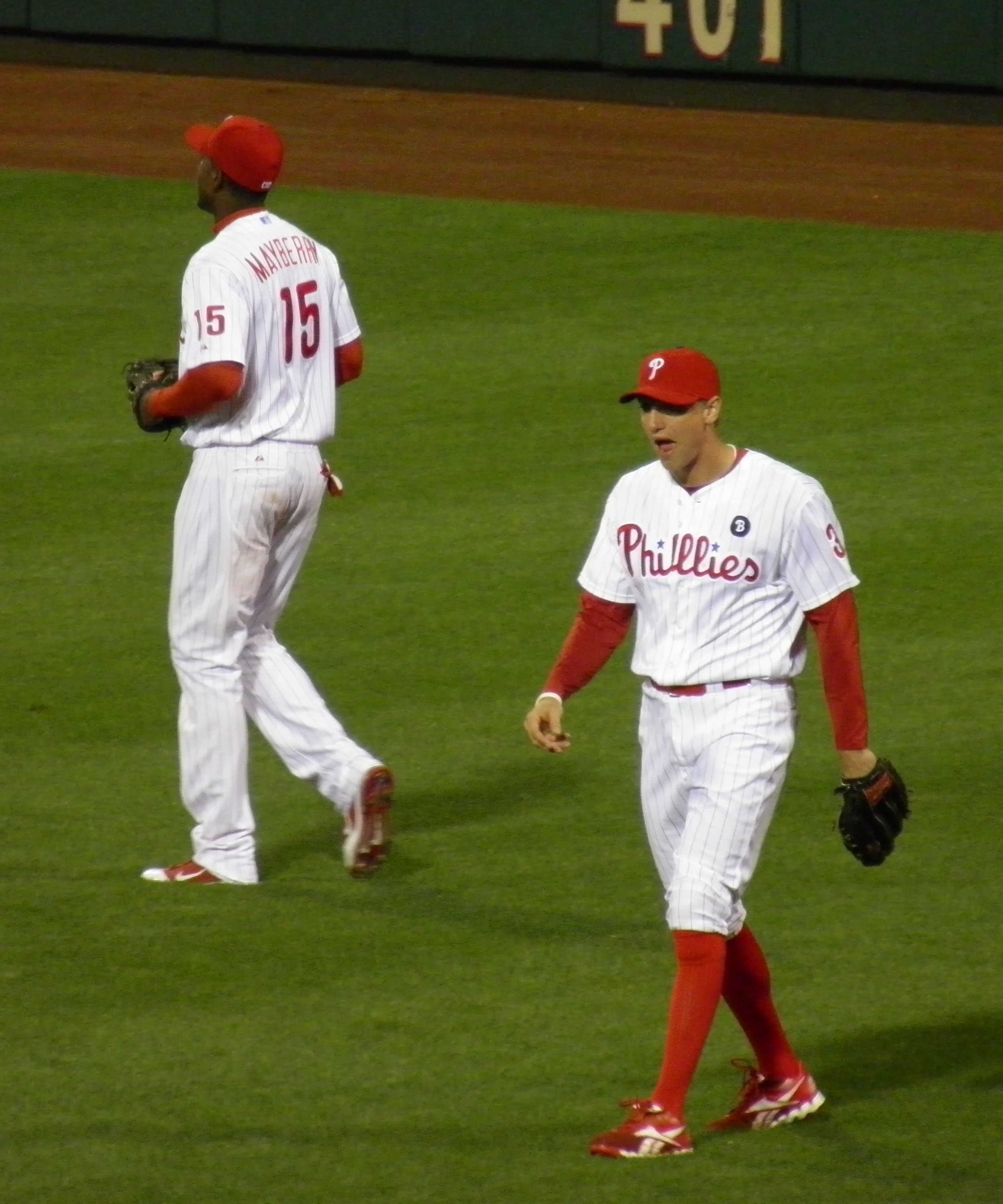
Pence junto a John Mayberry.Jr en la victoria ante los marlins por 3 a 1 el 15 de septiembre de 2011

El 29 de julio de 2011, los Astros negocian a Pence a los Philadelphia Phillies por cuatro jugadores de ligas menores, por el inicialista Jonathan Singleton, el diestro Jarred Cosart y Josh Zeid, y un jugador a ser nombrado más tarde, decidido a ser el jardinero Domingo Santana. 
El 4 de agosto de 2011, Hunter bateó su primer jonrón como Fili, contra Madison Baumgarner. 
En 2011, Pence fue cuarto en la Liga Nacional en promedio de bateo (.314, detrás de José Reyes, Ryan Braun y Matt Kemp) y octavo en carreras impulsadas, con 97

### San Francisco Giants
El 31 de julio de 2012, los Filis enviaron a Pence en un acuerdo de plazo a los Gigantes de San Francisco. A cambio, los Filis recibieron a Nate Schierholtz, C Tommy Joshep, y el pitcher de mano derecha Seth Rosin. El 12 de agosto de 2012 a Pence bateó su primer jonrón como un gigante al relieve de los Rockies el lanzador venezolano Rafael Betancourt. Sus discursos inspiradores han sido acreditados por sus compañeros como ayudarlos a reunir juntos en postemporada de los Gigantes y ganar finalmente la Serie Mundial de 2012.

### Toros del este
En la campaña otoño-invernal 2018-2019 Hunter Pence, participa con el conjunto de los Toros del este que tienen su sede en la Provincia de la Romana, República Dominicana.